# Фторид урана(VI)
Фтори́д ура́на(VI) (другие названия — гексафторид урана, шестифтористый уран) — бинарное соединение урана со фтором, прозрачные летучие светло-серые кристаллы. Связь уран-фтор в нём носит ковалентный характер. Обладает молекулярной кристаллической решеткой. Очень ядовит, фторирующий агент и сильный окислитель, агрессивно реагирует с органическими веществами.
Является единственным соединением урана, переходящим в газообразное состояние при относительно низкой температуре, в связи с этим широко используется в обогащении урана — разделении изотопов 235U и 238U, одном из основных этапов производства топлива для ядерных реакторов и оружейного урана.

## Физические свойства

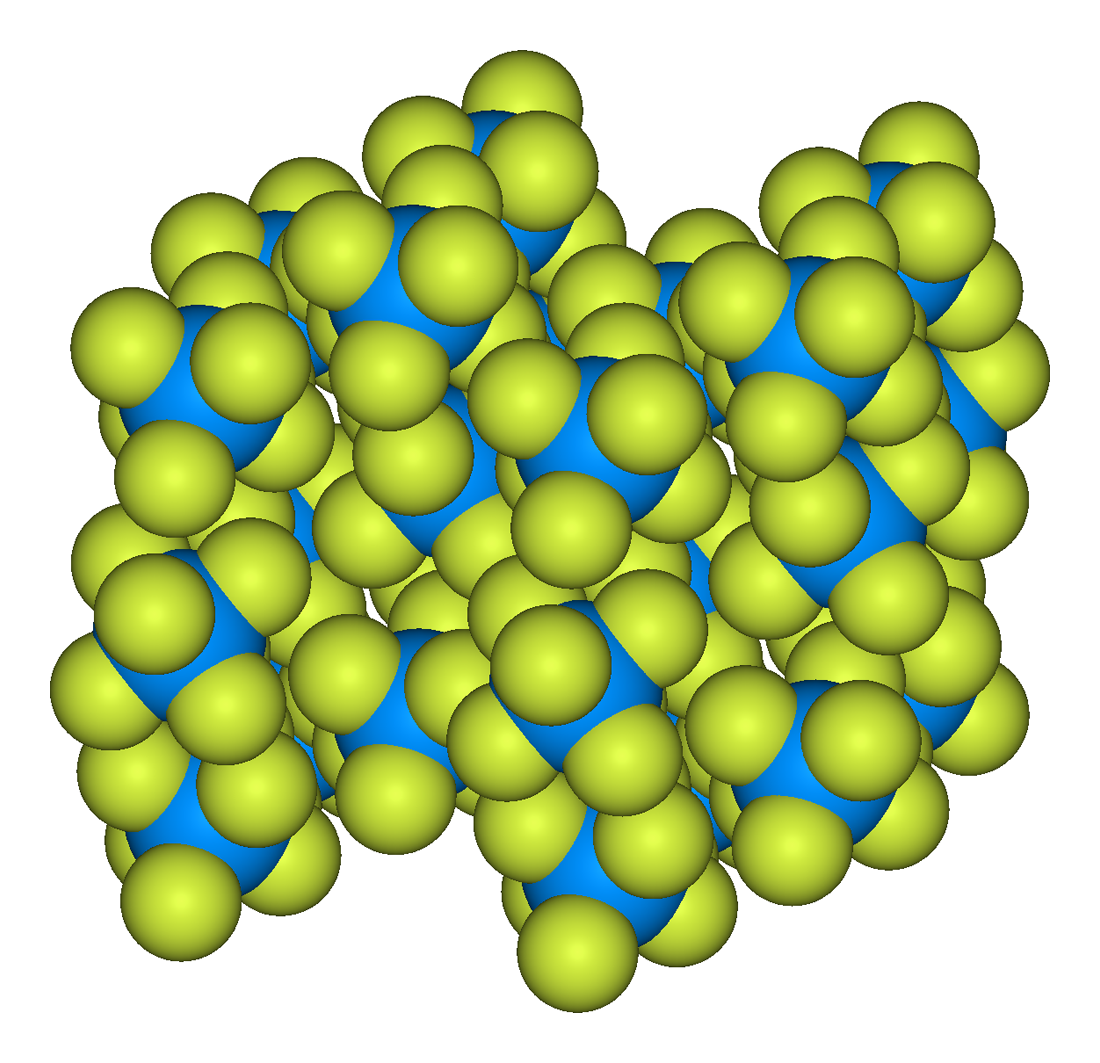
Кристаллическая структура

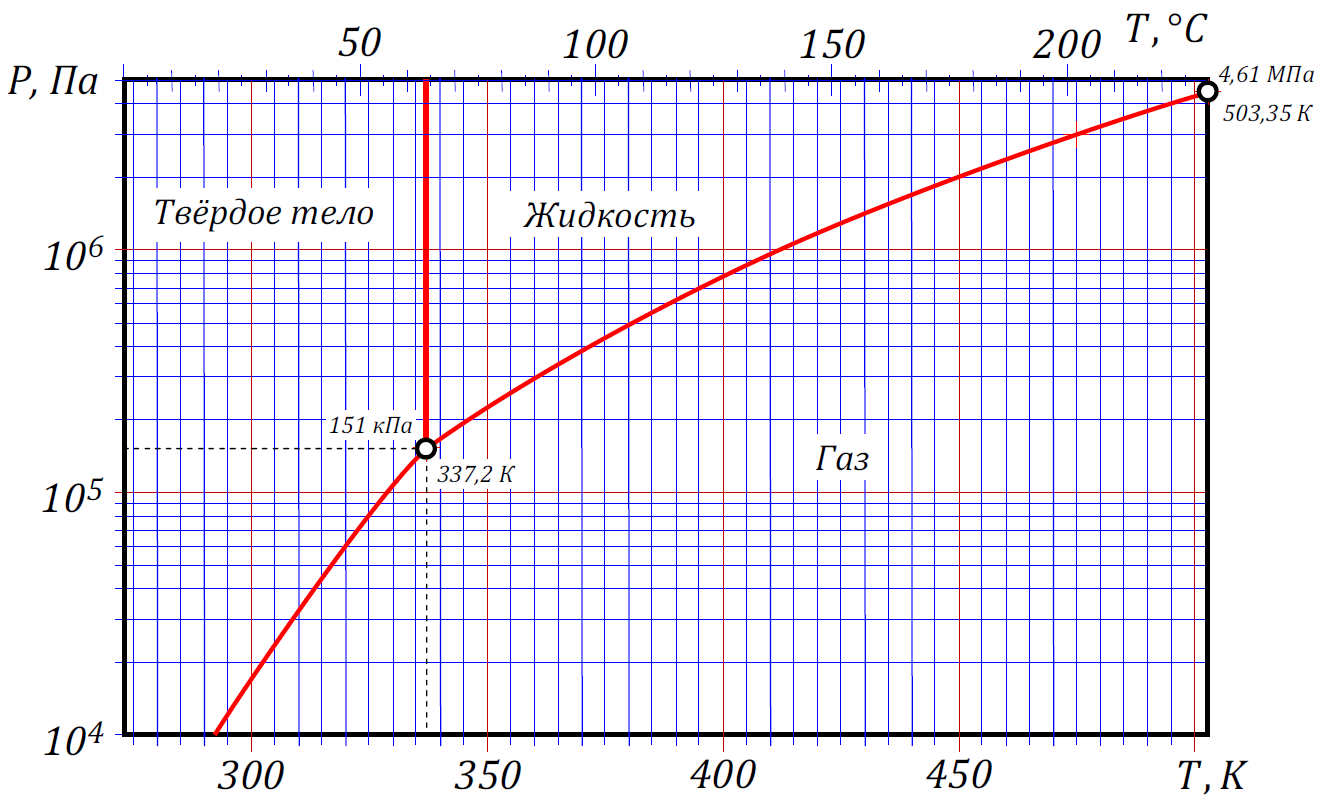
Фазовая диаграмма UF_{6}

При нормальных условиях гексафторид урана представляет собой светло-серые, желтоватые или прозрачные летучие кристаллы ромбической сингонии, параметры ячейки a = 0,9924 нм, b = 0,8954 нм, c = 0,5198 нм, Z = 4 с плотностью 5,09 г/см3. При атмосферном давлении возгоняется при нагреве до 56,4 °C, однако при небольшом увеличении давления (например, при нагреве в запаянной ампуле) может быть переведён в жидкость. Критическая температура 230,2 °C, критическое давление 4,61 МПа.
Энтальпия возгонки ΔH0
возг = 48,07 кДж/моль (56,5 °C). Молярная теплоёмкость C0
p = 167 Дж/(моль·К). Энтальпия образования ΔH0
обр = −2197 кДж/моль. Энтропия S0
298 = 227,6 Дж/(моль·К).
Гексафторид урана радиоактивен, вклад в его радиоактивность вносят все три природных изотопа урана (234U, 235U и 238U). Удельная активность гексафторида урана с природным содержанием изотопов урана (не обеднённого и не обогащённого) составляет 1,7×104 Бк/г; чуть меньше половины активности (48,9%) обусловлено распадом 238U, такая же часть — распадом 234U (эти два природных изотопа урана находятся в радиоактивном равновесии, поэтому их удельная активность в природном уране обычно одинакова); небольшая часть активности (2,3%) обусловлена 235U. Удельная активность обеднённого (то есть с уменьшенным содержанием 235U и 234U) гексафторида урана до двух раз ниже, высокообогащённого по изотопу уран-235 может быть даже на два порядка выше и зависит от степени обогащения ураном-235 и ураном-234.
Величины радиоактивности относятся к свежеприготовленному веществу, в котором отсутствуют все дочерние нуклиды уранового ряда, кроме урана-234. Со временем, в течение  примерно 150 дней после получения соединения в гексафториде урана накапливаются дочерние изотопы и восстанавливается естественное радиоактивное равновесие по концентрации короткоживущих нуклидов 234Th и 234Pa (дочерние нуклиды урана-238) и 231Th (дочерний нуклид урана-235); в результате удельная активность «старого» гексафторида урана с исходно природным содержанием изотопов увеличивается до 4,0×104 Бк/г.
Плотность паров гексафторида урана в большом диапазоне давлений и температур может быть выражена формулой:
{\displaystyle \rho ={4,291}\cdot 10^{-2}\cdot {\frac {P}{T}}+{1,2328}\cdot 10^{4}\cdot {\frac {P}{T^{3}}},}
где {\displaystyle \rho } — плотность пара, кг/л;
{\displaystyle P} — давление (кПа);
{\displaystyle T} — абсолютная температура (К).
Давление паров {\displaystyle P} (мм рт. ст.) при температуре {\displaystyle t} (°C) можно найти по следующим эмпирическим формулам:122.
Для диапазона температур 0…64 °C (над твёрдым веществом, точность 0,05 %):
{\displaystyle \lg P=6,38363+0,0075377~t-{\frac {942,76}{t+183,416}}.}
Для диапазона температур 64…116 °C (над жидкостью, точность 0,03 %):
{\displaystyle \lg P=6,99464-{\frac {1126,296}{t+221,963}}.}
Для диапазона температур 116…230 °C (над жидкостью, точность 0,3 %):
{\displaystyle \lg P=7,69069-{\frac {1683,165}{t+302,148}}.}

## Химические свойства
Бурно реагирует с водой и при нагревании с органическими растворителями; при обычных условиях растворяется в органических растворителях.
Взаимодействуя с водой, образует фторид уранила и фтороводород:
{\displaystyle {\mathsf {UF_{6}+2H_{2}O\rightarrow UO_{2}F_{2}+4HF\uparrow }}}
Сильный окислитель. В жидком виде реагирует со многими органическими веществами со взрывом, поэтому в аппаратах, заполняемых гексафторидом урана, нельзя использовать обычные углеводородные смазки, герметизирующие замазки и уплотнители.
Не реагирует с полностью фторированными углеводородами, такими как тефлон или перфторалканы. Не взаимодействует при нормальных условиях с кислородом и азотом, а также с сухим воздухом, однако реагирует с парами воды, содержащимися во влажном воздухе. В отсутствие паров и следов воды не вызывает существенной коррозии алюминия, меди, никеля, монель-металла, алюминиевой бронзы.
Взаимодействует с фторидами щелочных металлов (LiF, NaF, KF), фторидом аммония, фторидом нитрозила, некоторыми фторидами щёлочноземельных металлов, образуя фтороуранаты(IV). При нагревании восстанавливается водородом, аммиаком, тетрахлоруглеродом до UF4. 
Фторид урана(VI) может быть использован в качестве фторирующего реагента в производстве фторорганических соединений. При фторировании органических соединений гексафторид обычно восстанавливается до тетрафторида урана. Процесс фторирования гексафторидом урана идёт с выделением большого количества тепла.
Фторирование непредельных органических соединений сопровождается присоединением фтора по двойной связи. Так, из гексафторпропилена образуется октафторпропан:
{\displaystyle {\mathsf {CF_{3}{\text{-}}CF{\text{=}}CF_{2}+UF_{6}\rightarrow CF_{3}{\text{-}}CF_{2}{\text{-}}CF_{3}+UF_{4}}}} + 424,7 кДж/моль.
Из фтористого винилиденфторида образуется 1,1,1,2-тетрафторэтан:
{\displaystyle {\mathsf {CF_{2}{\text{=}}CH_{2}+UF_{6}\rightarrow CF_{3}{\text{-}}CH_{2}F+UF_{4}}}} + 344,6 кДж/моль.
Фторирование трихлорэтилена сопровождается образованием 1,2-дифтор-1,1,2-трихлорэтана:
{\displaystyle {\mathsf {CCl_{2}{\text{=}}CHCl+UF_{6}\rightarrow CCl_{2}F{\text{-}}CHClF+UF_{4}}}.}
Фторирование предельных органических соединений фторидом урана(VI) сопровождается замещением одного или нескольких атомов водорода в исходном соединении на фтор:
{\displaystyle {\mathsf {CF_{3}{\text{-}}CH_{3}+UF_{6}\rightarrow CF_{3}{\text{-}}CH_{2}F+UF_{4}+HF\uparrow }}} + 219,1 кДж/моль.

## Получение
1. В российском ядерном топливном цикле: Получается взаимодействием соединений урана (например тетрафторида UF4, оксидов) с F2 (в промышленности реакцию проводят в пламени смеси H2 и F2) или некоторыми другими фторирующими агентами, а затем очищают ректификацией или центрифугированием в газовой центрифуге.
2. В американском ядерном топливном цикле: Переработанные в U3O8 («закись-окись урана») урансодержащие руды растворяют в азотной кислоте, получая раствор уранилнитрата UO2(NO3)2. Чистый нитрат уранила получается с помощью жидкостной экстракции (например ТБФ или Д2ЭГФК), а затем, подвергаясь воздействию аммиака, получается диуранат аммония. Восстановление водородом даёт диоксид урана UO2, который затем превращается с помощью плавиковой кислоты HF в тетрафторид урана UF4. Окисление фтором даёт UF6.

## Применение

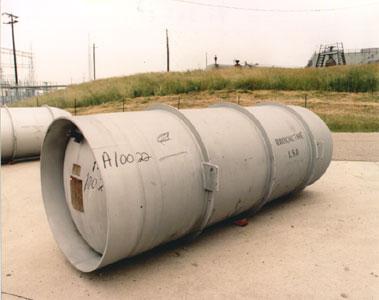
Контейнер с UF_{6}

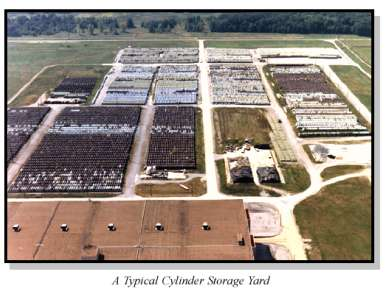
Площадка хранения гексафторида урана в США

Применяется при разделении изотопов 235U и 238U методами газовой диффузии или центрифугирования для обеспечения делящимся веществом различных ядерных технологий. При этом образуется значительное количество неиспользуемых остатков (обеднённых по урану-235), обычно хранимых в виде гексафторида урана в контейнерах (см. Обеднённый гексафторид урана). Ныне на площадках при обогатительных заводах накоплены огромные количества гексафторида. Общее количество накопившегося гексафторида урана в мире на 2010 год составляет около 2 млн тонн.
Обеднённый гексафторид урана используют для фторирования органических соединений. Получаемые с использованием гексафторида урана в качестве фторирующего агента октафторпропан (C3F8, хладон-218, R-218, FC-218) и 1,1,1,2-тетрафторэтан (CF3-CFH2, хладон-134a, R-134, HFC-134a) являются альтернативной заменой озоноразрушающим хладоагентам. Озоноразрушающий потенциал ODP равен нулю. 1,2-Дифтортрихлорэтан (CFCl2CFClH, хладон-122а, R-122a, HCFC-122a) является альтернативной заменой озоноразрушающих фторхлоруглеродных растворителей. Его можно применить в качестве растворителя, экстрагента, вспенивающего агента при производстве полимерных изделий, анестетика для животных.

### Запасы и утилизация
На конец 2010-х годов в результате изотопного обогащения урана в мире накоплено около 1,5-2 млн тонн обеднённого урана, ежегодно добавляется ещё 40-60 тыс. тонн обеднённого урана. Подавляющая часть этого объёма хранится в виде обеднённого гексафторида урана (ОГФУ) в специальных стальных ёмкостях. По мере совершенствования технологий изотопного обогащения старые запасы ОГФУ иногда дообогащают. Однако длительное хранение столь большого количества химически опасных веществ нежелательно, поэтому существуют технологии конверсии гексафторида урана в менее опасные формы, например оксиды урана или тетрафторид урана UF4.
Известны проекты химической переработки гексафторида во Франции, США, России, Великобритании. Производительность действующих на 2018 год предприятий конверсии ОГФУ — свыше 60 тыс. тонн в год в пересчете на уран. Во Франции конверсия ведётся с 1980-х годов, на 2018 год мощность — 20 тыс. тонн в год. В 2000-х годах две установки мощностью 18 тыс. и 13,5 тыс. тонн в год введены в строй в США. В Великобритании строят установку мощностью 7 тыс. тонн. В России первая промышленная установка по французской технологии введена в строй в 2009 году на Электрохимическом заводе в Зеленогорске (Красноярский край). В 2010 году там же введена в строй установка восстановления ОГФУ в низкотемпературной плазме по российской технологии. Мощность этих двух установок — около 10 тыс. тонн в год. Все эти установки получают закись-окись урана и фтороводород. Также на Ангарском химкомбинате разрабатывают опытно-демонстрационную установку «Кедр» мощностью 2 тыс. тонн в год с получением тетрафторида урана по технологии восстановления ОГФУ в водородном пламени.

## Опасность

### Биологическая опасность
В России — класс опасности 1, максимальная разовая ПДК в воздухе рабочей зоны — 0,015 мг/м³ (1998 год). В США предельный пороговый уровень однократного воздействия согласно ACGIH — 0,6 мг/м³ (1995 год).
Чрезвычайно едкое вещество, разрушающее любую живую органику с образованием химических ожогов, реагирует со всеми органическими веществами, кроме тефлона и фторкаучуков. При контакте рекомендуется промывка большим количеством воды. Воздействие паров, аэрозолей и продуктов реакции с влагой воздуха вызывает отёк лёгких и их химический ожог, что очень опасно для жизни. Всасывается в организм через лёгкие или желудочно-кишечный тракт. Очень токсичен, вызывает тяжёлые отравления. Обладает кумулятивным эффектом с поражением печени и почек.
Уран слаборадиоактивен. Загрязнение окружающей среды соединениями урана создаёт риск радиационных аварий.
В нормальных условиях представляет собой быстро возгоняющееся твёрдое вещество, реагирующее с влагой в воздухе с образованием фторида уранила и паров фтороводорода. Парциальное давление паров — 14 кПа. Вокруг твёрдого вещества быстро образуется опасная концентрация паров.

### Химическая опасность
Бурно реагирует с водой, в том числе с атмосферной влагой с образованием UO2F2 (фторид уранила) и фтороводорода HF.
Вещество является сильным окислителем. Хорошо реагирует с органическими веществами. Медленно реагирует со многими металлами, образуя фториды металлов. Агрессивен в отношении резины и многих пластиков. Реагирует с ароматическими соединениями типа бензола и толуола.

### Пожарная опасность
Не горюч, но при нагреве (в том числе в огне) выделяет едкие токсичные пары. Запрещается применение воды при тушении пожара. Допустимо применение порошковых и углекислотных средств тушения.